# پالوویژن
پالوویژن (به فرانسوی: Pellevoisin) یک کمون در فرانسه است که در اندر واقع شده‌است. پالوویژن ۲۵٫۶۲ کیلومتر مربع مساحت و ۸۴۷ نفر جمعیت دارد و ۱۶۸ متر بالاتر از سطح دریا واقع شده‌است.